# Classe ATC C01
La classe ATC C01, dénommée « Thérapie cardiaque », est un sous-groupe thérapeutique de la classification anatomique, thérapeutique et chimique, développée par l'OMS pour classer les médicaments et autres produits médicaux. La classe ATC vétérinaire correspondante dans la classification ATCvet est QC01. Le sous-groupe présenté ici est celui établi par l'OMS, et peut donc différer des versions dérivées utilisées dans certains pays. Il fait partie du groupe anatomique C de la classification, intitulé « Système cardio-vasculaire ».

## C01AGlycosidescardiotoniques

### C01AA Glycosides de laDigitale
C01AA01 Acétyldigitoxine
C01AA02 Acétyldigoxine
C01AA03 Feuilles de digitale
C01AA04 Digitoxine (ou Digitaline)
C01AA05 Digoxine
C01AA06 Lanatoside C
C01AA07 Deslanoside
C01AA08 Métildigoxine
C01AA09 Gitoformate
C01AA52 Acétyldigoxine, associations

### C01AB Glycosides de lascille
C01AB01 Proscillaridine
C01AB51 Proscillaridine, associations

### C01AC Glycosides duStrophantus
C01AC01 Ouabaïne (g-strophanthine)
C01AC03 Cymarine (h-strophanthine)

### C01AX Autres glycosides cardiotoniques
C01AX02 Péruvoside

## C01BAntiarythmiques, classe I et III

### C01BA Antiarythmiques, classe Ia
C01BA01 Quinidine
C01BA02 Procaïnamide
C01BA03 Disopyramide
C01BA04 Spartéine
C01BA05 Ajmaline
C01BA08 Prajmaline
C01BA12 Lorajmine
C01BA13 Hydroquinidine
C01BA51 Quinidine, associations sans psycholeptiques
C01BA71 Quinidine, associations avec des psycholeptiques

### C01BB Antiarythmiques, classe Ib
C01BB01 Lidocaïne
C01BB02 Mexilétine
C01BB03 Tocaïnide
C01BB04 Aprindine

### C01BC Antiarythmiques, classe Ic
C01BC03 Propafénone
C01BC04 Flécaïnide
C01BC07 Lorcaïnide
C01BC08 Encaïnide
C01BC09 Éthacizine

### C01BD Antiarythmiques, classe III
C01BD01 Amiodarone
C01BD02 Tosilate de Brétylium
C01BD03 Bunaftine
C01BD04 Dofetilide
C01BD05 Ibutilide
C01BD06 Tédisamil
C01BD07 Dronédarone

### C01BG Autres antiarythmiques de classe I et III
C01BG01 Moracizine
C01BG07 Cibenzoline
C01BG11 Vernakalant

## C01C Cardiotoniques à l'exclusion des glycosides cardiotoniques

### C01CA Agents adrénergiques et dopaminergiques
C01CA01 Étiléfrine
C01CA02 Isoprénaline
C01CA03 Norépinéphrine (Noradrénaline)
C01CA04 Dopamine
C01CA05 Norfénéfrine
C01CA06 Phényléphrine
C01CA07 Dobutamine
C01CA08 Oxédrine
C01CA09 Métaraminol
C01CA10 Méthoxamine
C01CA11 Méphentermine
C01CA12 Dimetofrine
C01CA13 Prénaltérol
C01CA14 Dopexamine
C01CA15 Gépéfrine
C01CA16 Ibopamine
C01CA17 Midodrine
C01CA18 Octopamine
C01CA19 Fénoldopam
C01CA21 Cafédrine
C01CA22 Arbutamine
C01CA23 Théodrénaline
C01CA24 Épinéphrine (Adrénaline)
C01CA25 Métilsulfate d'amézinium
C01CA26 Éphédrine
C01CA27 Droxidopa
C01CA30 Associations
C01CA51 Étiléfrine, associations

### C01CE Inhibiteurs de laphosphodiestérase
C01CE01 Amrinone
C01CE02 Milrinone
C01CE03 Énoximone
C01CE04 Bucladésine
QC01CE90 Pimobendane

### C01CX Autres stimulants cardiaques
C01CX06 Angiotensinamide
C01CX07 Xamotérol
C01CX08 Lévosimendan

## C01DVasodilateursutilisés dans desmaladies cardiaques

### C01DANitratesorganiques
C01DA02 Glycéryl trinitrate
C01DA04 Méthylpropylpropanediol dinitrate
C01DA05 Pentaérithrityl tétranitrate
C01DA07 Propatylnitrate
C01DA08 Isosorbide dinitrate
C01DA09 Trolnitrate
C01DA13 Éritrityl tétranitrate
C01DA14 Isosorbide mononitrate
C01DA20 Nitrates organiques en associations
C01DA38 Ténitramine
C01DA52 Glycéryl trinitrate, associations
C01DA54 Méthylpropylpropanediol dinitrate, associations
C01DA55 Pentaérithrityl tétranitrate, associations
C01DA57 Propatylnitrate, associations
C01DA58 Isosorbide dinitrate, associations
C01DA59 Trolnitrate, associations
C01DA63 Éritrityl tétranitrate, associations
C01DA70 Nitrates organiques, associations avec des psycholeptiques

### C01DB Vasodilateurs à base dequinolones
C01DB01 Floséquinan

### C01DX Autres vasodilateurs utilisés dans desmaladies cardiaques
C01DX01 Tosilate d'itramin
C01DX02 Prénylamine
C01DX03 Oxyfédrine
C01DX04 Benziodarone
C01DX05 Carbocromène
C01DX06 Hexobendine
C01DX07 Étafenone
C01DX08 Heptaminol
C01DX09 Imolamine
C01DX10 Dilazep
C01DX11 Trapidil
C01DX12 Molsidomine
C01DX13 Efloxate
C01DX14 Cinépazet
C01DX15 Cloridarol
C01DX16 Nicorandil
C01DX18 Linsidomine
C01DX19 Nésiritide
C01DX21 Serelaxine
C01DX51 Tosilate d'itramin, associations
C01DX52 Prénylamine, associations
C01DX53 Oxyfédrine, associations
C01DX54 Benziodarone, associations

## C01E Autres médicaments pour le cœur

### C01EAProstaglandines
C01EA01 Alprostadil

### C01EB Autres médicaments pour le cœur
C01EB02 Camphre
C01EB03 Indométacine
C01EB04 Glycosides du Crataegus (aubépine)
C01EB05 Créatinolfosfate
C01EB06 Fosfocréatine
C01EB07 Fructose-1,6-diphosphate
C01EB09 Ubidécarénone
C01EB10 Adénosine
C01EB11 Tiracizine
C01EB13 Acadésine
C01EB15 Trimétazidine
C01EB16 Ibuprofène
C01EB17 Ivabradine
C01EB18 Ranolazine
C01EB21 Régadénoson
C01EB22 Meldonium
C01EB23 Acide tiazotique